# Fünf berühmte Brennöfen der Song-Dynastie

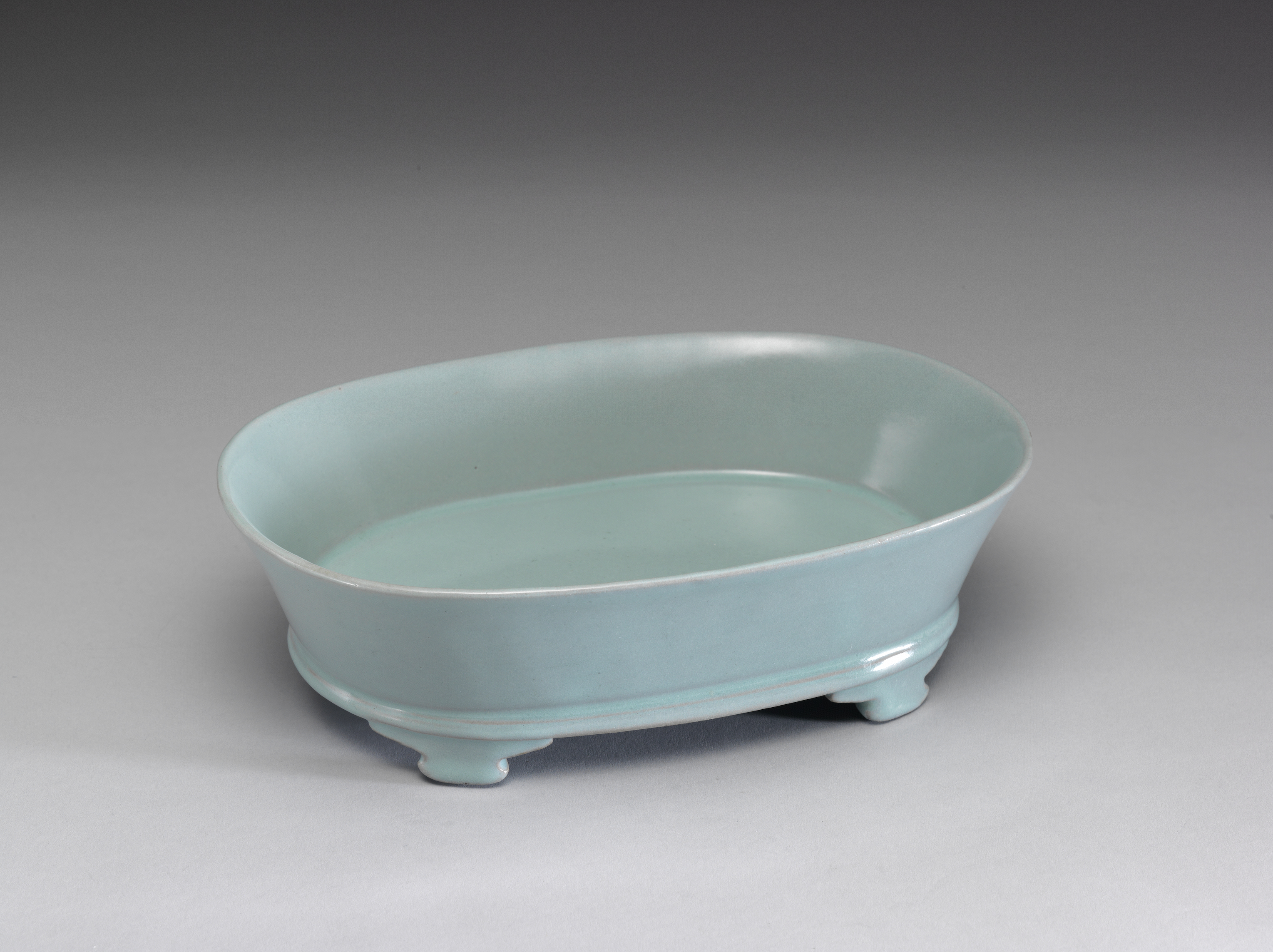
Narzissenbecken mit hellbläulich-grüner Glasur, Nationales Palastmuseum.

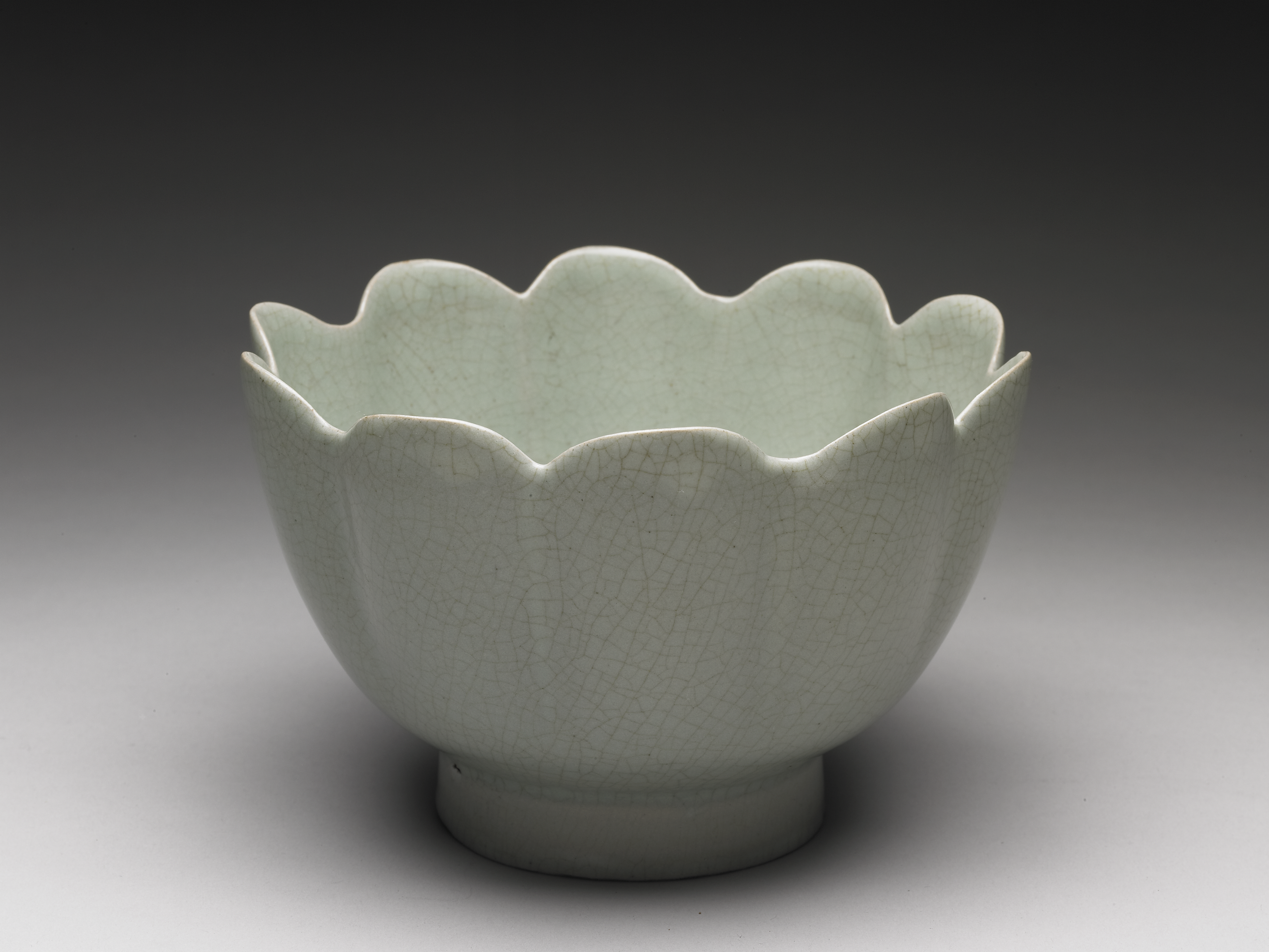
Wärmeschale in Form einer Blume mit hellbläulich-grüner Glasur, Nationales Palastmuseum.

Bei den Fünf berühmten Brennöfen der Song-Dynastie (chinesisch 宋代五大名窑, Pinyin Sòngdài wǔ dà míng yáo, englisch Five Famous Kilns in Song Dynasty) bzw. kurz Fünf berühmten Brennöfen (五大名窑,  wǔ dà míng yáo, englisch Five Famous Kilns) handelt es sich um einen Oberbegriff für die folgenden alten chinesischen Keramik-Brennöfen aus der Zeit der Song-Dynastie (960–1279):
- Ru-Brennofen
- Jun-Brennofen
- Guan-Brennofen
- Ding-Brennofen
- Ge-Brennofen